# Barbora Bobrovská
Barbora Bobrovská (* 6. März 1982) ist eine slowakische Badmintonspielerin.

## Karriere
Barbora Bobrovská gewann 1995 bei den Einzelmeisterschaften der Junioren in der Slowakei ihren ersten Titel. Ein Jahr später siegte sie bereits bei den Erwachsenen, erneut mit Radka Majorská im Damendoppel. Mit Pavel Mečár avancierte sie zur Serienmeisterin im Mixed. Beide gewannen gemeinsam insgesamt acht Titel in dieser Disziplin.

## Sportliche Erfolge
| Veranstaltung | Saison                                       | Disziplin   | Sieger                                   |
| ------------- | -------------------------------------------- | ----------- | ---------------------------------------- |
| 1995          | Slowakei: Einzelmeisterschaften der Junioren | Damendoppel | Radka Majorska / Barbora Bobrovska       |
| 1996          | Slowakei: Einzelmeisterschaften              | Damendoppel | Radka Majorska / Barbora Bobrovska       |
| 1997          | Slowakei: Einzelmeisterschaften der Junioren | Mixed       | Pavel Mečár / Barbora Bobrovska          |
| 1997          | Slowakei: Einzelmeisterschaften der Junioren | Damendoppel | Barbora Bobrovska / Radka Majorska       |
| 1997          | Slowakei: Einzelmeisterschaften der Junioren | Dameneinzel | Barbora Bobrovska                        |
| 1997          | Slowakei: Einzelmeisterschaften              | Damendoppel | Barbora Bobrovska / Radka Majorska       |
| 1998          | Slowakei: Einzelmeisterschaften der Junioren | Mixed       | Pavel Mečár / Barbora Bobrovska          |
| 1998          | Slowakei: Einzelmeisterschaften              | Mixed       | Pavel Mečár / Barbora Bobrovska          |
| 1999          | Slowakei: Einzelmeisterschaften der Junioren | Mixed       | Pavel Mečár / Barbora Bobrovska          |
| 1999          | Slowakei: Einzelmeisterschaften              | Mixed       | Pavel Mečár / Barbora Bobrovska          |
| 1999          | Slowakei: Einzelmeisterschaften              | Damendoppel | Barbora Bobrovska / Alexandra Felgrová   |
| 2000          | Slowakei: Einzelmeisterschaften der Junioren | Damendoppel | Barbora Bobrovska / Eva Sládeková        |
| 2000          | Slowakei: Einzelmeisterschaften              | Mixed       | Pavel Mečár / Barbora Bobrovska          |
| 2001          | Slowakei: Einzelmeisterschaften der Junioren | Mixed       | Ladislav Tomčko / Barbora Bobrovska      |
| 2001          | Slowakei: Einzelmeisterschaften der Junioren | Damendoppel | Gabriela Zabavníková / Barbora Bobrovska |
| 2001          | Slowakei: Einzelmeisterschaften              | Mixed       | Pavel Mečár / Barbora Bobrovska          |
| 2002          | Slowakei: Einzelmeisterschaften              | Mixed       | Pavel Mečár / Barbora Bobrovska          |
| 2003          | Slowakei: Einzelmeisterschaften              | Mixed       | Pavel Mečár / Barbora Bobrovska          |
| 2004          | Slowakei: Einzelmeisterschaften              | Mixed       | Pavel Mečár / Barbora Bobrovska          |
| 2005          | Slowakei: Einzelmeisterschaften              | Mixed       | Pavel Mečár / Barbora Bobrovska          |
| 2009          | Slowakei: Einzelmeisterschaften              | Damendoppel | Zuzana Orlovská / Barbora Bobrovska      |
| 2010          | Slowakei: Einzelmeisterschaften              | Damendoppel | Zuzana Orlovská / Barbora Bobrovska      |
| 2011          | Slowakei: Einzelmeisterschaften              | Damendoppel | Zuzana Orlovská / Barbora Bobrovska      |